# Dones a l'Uzbekistan
Les dones de l'Uzbekistan són dones nascudes, que viuen o provenen de l'Uzbekistan. La situació social i legal de les dones a l'Uzbekistan ha estat influenciada per les tradicions locals, la religió, el règim soviètic i el canvi de normes socials des de la independència.

## Assistència sanitària maternal i disponibilitat d'anticonceptius
La disponibilitat d'anticonceptius i l'assistència sanitària maternal és mixta. El 62,3% de les dones utilitzaven lliurement anticonceptius el 2003. Tanmateix, la ONU estima que el 13,7% de les dones de l'Uzbekistan que volen impedir o retardar el seu proper embaràs no poden fer-ho a causa de l'accés limitat als anticonceptius. L'any 2000, hi havia aproximadament 20.900 llevadores al país.

## Esterilització forçosa
Hi ha informes que es practica l'esterilització forçosa de dones a l'Uzbekistan. Un informe de «treball» del Servei Mundial de la BBC, el 12 d'abril de 2012, va evidenciar que s'esterilitzen dones, sovint sense el seu coneixement, en un esforç del govern per controlar la població.

## Suïcidi
La immolació (llençar-se voluntàriament a un foc) és una forma comuna de suïcidi entre les dones de l'Uzbekistan. L'any 2001 es va estimar que aproximadament 500 dones a l'any van morir a causa de situacions abusives.

## Tràfic de persones
L'ONU ha reconegut alguns esforços del govern per reduir el tràfic de persones. Per exemple, hi ha línies telefòniques que estan disponibles per a les víctimes del tràfic, i al traficant li comporta una pena de presó de cinc a vuit anys.
Tanmateix, encara persisteix el tràfic, ja que Uzbekistan és tant un proveïdor com consumidor de tràfic de dones. «El tràfic de persones es produeix com una extensió del comerç de transbordador. Les dones són enviades com a turistes amb promeses d'ocupació com a treballadores domèstiques, tutores o mainaderes, però sovint acaben treballant en la indústria del sexe».

## Les oportunitats econòmiques de les dones
«El rol de gènere en l'economia van canviar durant el període soviètic i continuen canviant en la independència». Mentre l'estat de l'Uzbekistan té programes per ajudar a augmentar les oportunitats econòmiques per a les dones, hi ha problemes persistents. Per exemple, el mercat laboral està segregat per sexe, i les dones generalment reben salaris més baixos. «El personal no qualificat en el sector de la no-producció està compost pràcticament per dones». Les dones tampoc poden ser utilitzades per al treball nocturn ni per fer hores extraordinàries. Abans del 2003 no existia una llei coneguda contra l'assetjament sexual.
Les mares amb nens amb discapacitat o amb molts nens poden retirar-se als 50 anys, cinc anys abans de l'edat de jubilació estipulada (55 anys).

## Drets legals de dones i representació al govern
A partir de 2004, la llei electoral de l'Uzbekistan exigeix que els partits polítics nomenin almenys el 30% de dones candidates al parlament. No obstant això, la subrepresentació de la dona és endèmica en tots els nivells de govern.
Uzbekistan té sufragi universal; però, segons dades de les enquestes dutes a terme pel Centre d'Opinió Pública, «el 64% de les dones urbanes i el 50% de les dones rurals consideren que els homes tenen més oportunitats per implementar els seus drets en l'àmbit polític».

## El matrimoni forçat i el rapte de la núvia
El matrimoni forçat pel rapte de núvies es produeix en parts del país, especialment a Karakalpakstan. Es creu que els raptes de la núvia estan lligats a la inestabilitat econòmica. Mentre que les noces poden ser costoses de forma prohibitiva, els raptes eviten tant el cost de la cerimònia com pagar el preu de la núvia. Alguns erudits informen que els homes menys desitjats, amb educació inferior o amb problemes de drogues o alcohol tenen més probabilitats de raptar a les seves núvies.

## Uzbekes destacades

### Cantants
- Barno Itzhakova
- Feruza Jumaniyozova
- Halima Nosirova
- Lola Yo'ldosheva
- Munojot Yo'lchiyeva
- Nilufar Usmonova
- Rayhon
- Sevara Nazarkhan
- Shahzoda
- Sitora Farmonova
- Sogdiana Fedorinskaya
- Yulduz Turdiyeva
- Yulduz Usmonova
- Ziyoda Qobilova

### Escriptores
- Galima Bukharbaeva
- Halima Xudoyberdiyeva
- Jahonotin Uvaysiy
- Mo'ina Khojaeva
- Nafisa Abdullaeva
- Nodira
- Svetlana Gorshenina

### Esportistes
- Aida Khasanova
- Akgul Amanmuradova
- Albina Khabibulina
- Aleksandra Kotlyarova
- Alexandra Kolesnichenko
- Aliki Stergiadu
- Alina Khakimova
- Alyona Aksyonova
- Anastasia Dzyundzyak
- Anastasia Gimazetdinova
- Anastasiya Juravleva
- Anastasiya Korolyova
- Anastasiya Serdyukova
- Anastasiya Svechnikova
- Anisa Petrova
- Anna Nagornyuk
- Anora Davlyatova
- Arina Folts
- Aziza Ermatova
- Darya Elizarova
- Dilnoza Abdusalimova
- Dilnoza Rakhmatova
- Dinara Nurdbayeva
- Dinorahon Mamadibragimova
- Djamila Rakhmatova
- Ekaterina Khilko
- Ekaterina Knebeleva
- Ekaterina Tunguskova
- Ekaterina Voronina
- Elena Kuznetsova
- Elena Smolyanova
- Elena Tornikidou
- Elizaveta Nazarenkova
- Elmira Urumbayeva
- Elvira Barbashina
- Elvira Saadi
- Evgeniya Karimova
- Fotimakhon Amilova
- Galina Shamrai
- Gulnoza Matniyazova
- Gulruh Rahimova
- Guzal Yusupova
- Guzel Khubbieva
- Inna Isakova
- Irina Kaydashova
- Irina Lyalina
- Irina Shlemova
- Irina Viner-Usmanova
- Iroda Tulyaganova
- Ivanna Israilova
- Kamola Riskieva
- Khayitjon Alimova
- Komola Umarova
- Kseniya Grigoreva
- Liliya Dusmetova
- Lina Cheryazova
- Luiza Galiulina
- Luiza Ganieva
- Lyubov Perepelova
- Liudmila Butúzova
- Lyudmila Dmitriadi
- Madinabonu Mannopova
- Makhfuza Turapova
- Makhliyo Sarikova
- Maria Moiseeva
- Marina Aganina
- Marina Hmelevskaya
- Marina Shmonina
- Mariya Bugakova
- Mariya Shekerova
- Mariya Sokova
- Marta Rostoburova
- Muslima Odilova
- Nadiya Dusanova
- Nargiza Abdurasulova
- Natalia Ponomareva
- Nataliya Kobina
- Nataliya Senkina
- Natalya Asanova
- Natàlia Butúzova
- Natalya Koneva
- Natalya Mamatova
- Natalya Mikryukova
- Natalya Ustinova
- Nigina Abduraimova
- Nigina Sharipova
- Nigora Tursunkulova
- Nilufar Zokirova
- Nozimakhon Kayumova
- Oksana Chusovitina
- Oksana Yarygina
- Olesya Kim
- Olga Akimova
- Olga Drobysheva
- Olga Gnedovskaya
- Olga Shchukina
- Olga Umaralieva
- Olga Zabelinskaya
- Polina Merenkova
- Ranohon Amanova
- Ravilja Salimova
- Renata Baymetova
- Rozalia Galiyeva
- Sabina Sharipova
- Safiya Burkhanova
- Saida Iskandarova
- Sakina Mamedova
- Samira Amirova
- Sevil Yuldasheva
- Shokhsanamkhon Toshpulatova
- Sitora Hamidova
- Svetlana Babanina
- Svetlana Munkova
- Svetlana Radzivil
- Tanzilya Zarbieva
- Tatiana Levina
- Tatiana Malinina
- Tatyana Biryulina
- Tursunpashsha Nurmetova
- Ulyana Trofimova
- Valentina Ballod
- Valentina Kibalnikova
- Valeriya Davidova
- Varvara Lepchenko
- Vera Galushka-Duyunova
- Vera Olenchenko
- Vlada Katic
- Yelena Kvyatkovskaya
- Yelena Lebedeva
- Yelena Piskunova
- Yelena Svezhentseva
- Yelena Usarova
- Yodgoroy Mirzaeva
- Yulduz Kuchkarova
- Yuliya Borzova
- Yuliya Shakhova
- Yuliya Tarasova
- Zamira Amirova
- Zamira Zaytseva
- Zarina Kurbonova
- Zarrina Mihaylova
- Zebo Juraeva
- Zinura Djuraeva
- Zulfiya Zabirova

### Polítiques
- Diloram Tashmukhamedova
- Gulnara Karimova
- Shahlo Mahmudova
- Tanzila Norbaeva
- Tatyana Karimova

### Músics
- Dilorom Saidaminova

### Altres
- Asal Shodiyeva (actriu)
- Dilnoza Kubayeva (actriu)
- Elena Urlaeva (activista)
- Ravshana Kurkova (actriu)